# Abbaye St. Mary of Graces
L'abbaye St. Mary of Graces (Abbaye Sainte Marie de Grâce, également surnommée Eastminster) était une abbaye cistercienne londonienne située à Tower Hill, à proximité immédiate de la Tour de Londres, à l'est de la City, d'où son surnom signifiant « abbaye de l'est », faisant ainsi pendant à l'abbaye de Westminster qui, elle, se trouve à l'ouest de la capitale anglaise.
Fondée par le roi Édouard III d'Angleterre en 1350, Eastminster fut dissoute par Henry VIII à la fin de la campagne de dissolution des monastères. Son emplacement est aujourd'hui occupé par le bâtiment de la Royal Mint.

## Histoire

### Fondation
L'abbaye St. Mary of Graces est la dernière fondation cistercienne en Angleterre avant la dissolution, et la seule fondée au XIVe siècle. Elle est en effet fondée en 1350 par Édouard III. Ce n'est pas une fondation importante, sa principale vocation est de desservir la chapelle royale ; cela explique que la communauté venue s'établir en ce lieu ne compte que six moines en plus de l'abbé (la Carta Caritatis exigeait la présence de douze moines et d'un abbé pour fonder une abbaye).
L'abbaye s'établit à Londres juste après le passage de la Peste noire (1348). Elle est par conséquent bâtie entre deux cimetières édifiés à la hâte pour enterrer les morts de l'épidémie.

### L'abbaye à la fin du Moyen Âge
La petite taille de la communauté, ainsi que les facilités offertes par la proximité urbaine, empêchent les travaux d'aménagement d'être réalisés rapidement. L'église abbatiale, consacrée à Sainte Anne, n'est consacrée qu'en 1374. Les bâtiments conventuels, eux, auraient été achevés vers 1379.
L'emplacement particulièrement privilégié de l'abbaye au cœur de la capitale, quoique très étranger aux pratiques bernardines et aux pratiques d'isolement traditionnellement propres aux cisterciens, permet à cette fondation tardive de s'enrichir très rapidement. Au début du XVIe siècle, c'est la troisième abbaye cistercienne la plus riche d'Angleterre.

### Liste des abbés de St. Mary of Graces
- William de Sancta Cruce, attesté en 1350 et en 1358 ;
- William de Warden, élu en 1360, attesté en 1402 ;
- Ranulf, attesté en 1417 ;
- Paschalis, attesté en 1421 et en 1422 ;
- William, attesté en 1423 ;
- John Pecche, mort vers 1440 ;
- Robert, attesté en 1442 ou en 1443 ;
- Edmund, attesté en 1480 ;
- John, attesté en 1483, 1503, 1508, et en 1511 ;
- Henry More, élu en 1516, attesté en 1527et en 1532, déposé par la dissolution en 1538[5].

### Dissolution du monastère
Cette richesse vaut à l'abbaye d'être parmi les dernières à être fermées par Henri VIII, en 1538. L'église abbatiale est démolie en 1543 et les bâtiments conventuels sont transformés en maison. Ultérieurement, ils seront utilisés comme base navale, comme lieu de stockage, enfin actuellement comme hôtel des monnaies.

### Fouilles
Des fouilles ont été entreprises sur les trois quarts du site de l'ancienne abbaye entre 1983 et 1988. Elles ont permis de retrouver les fondations de l'église, de la salle capitulaire, du réfectoire, de l'infirmerie et de la cuisine, ainsi que 131 sépultures de moines et de laïcs.